# 283 a.C.
Il 283 a.C. (CCLXXXIII a.C. in numeri romani) è un anno  del III secolo a.C.

## Eventi
- Battaglia del Lago Vadimone: L'esercito romano comandato da Publio Cornelio Dolabella sconfigge gli Etruschi e i Galli.

## Morti
- Agatocle, principe macedone antico
- Cāṇakya, scrittore indiano (n. 371 a.C.)
- Demetrio I Poliorcete, sovrano macedone antico (n. 337 a.C.)